# Phthirusa schneeana
Phthirusa schneeana är en tvåhjärtbladig växtart som beskrevs av G. Ferrari. Phthirusa schneeana ingår i släktet Phthirusa och familjen Loranthaceae. Inga underarter finns listade i Catalogue of Life.